# ALDB
Die ALDB GmbH (ehemals Alcatel-Lucent Digitalfunk Betriebsgesellschaft mbH) ist ein deutsches bundeseigenes Unternehmen mit Sitz in Berlin. Das Unternehmen betreibt das bundesweite Digitalfunksystem der Behörden und Organisationen mit Sicherheitsaufgaben (BOS-Digitalfunk) im Auftrag der Bundesanstalt für den Digitalfunk der Behörden und Organisationen mit Sicherheitsaufgaben (BDBOS). Die ALDB unterstützt die BDBOS auch beim Betrieb der geschützten behördlichen Kommunikationsinfrastruktur Netze des Bundes (NdB).

## Entwicklung
Das Unternehmen entstand als Tochterunternehmen der Alcatel-Lucent Deutschland AG im Rahmen eines Betriebsvertrags mit der BDBOS. Nach der Übernahme von Alcatel-Lucent durch Nokia im Januar 2016 wurde die Gesellschaft zunächst unverändert weitergeführt. Im Januar 2019 ging sie in das vollständige Eigentum der BDBOS über und wurde in ALDB GmbH umbenannt. Das Unternehmen wird von Andreas Dannenberg und Dirk Döppelhan geleitet. Der Vorsitzende des Aufsichtsrates ist in der Regel der Beauftragte der Bundesregierung für Informationstechnik (CIO Bund). Am 1. Mai 2020 hat das Mandat Markus Richter übernommen. Die ALDB ist mit ihrem Hauptsitz in Berlin im selben Gebäude untergebracht wie der Sitz der BDBOS. Weitere Sitze hat die ALDB GmbH in Bonn und Hannover. Ende 2021 verfügte die ALDB über 274 Mitarbeiter, nach 246 Mitarbeitern im Vorjahr. Für die Übernahme des Betriebs der Netze des Bundes stellt die ALDB seit 2020 zusätzliche Mitarbeiter ein.

## Leistungen
Die ALDB ist für den technischen Betrieb des BOS-Digitalfunknetzes rund um die Uhr zuständig. Die ALDB ist in diesem Rahmen auch Ansprechpartner für alle Autorisierten Stellen des Bundes und der Länder in Fragen des technischen Betriebs. Dies umfasst das Störungsmanagement, die Netzüberwachung, Unterstützung der angeschlossenen Stellen des Bundes und der Länder bei Behebungen von Fehlern des Zugangsnetzes und der Netzinfrastruktur vor Ort. Darüber hinaus betreibt die ALDB eine Testplattform zur Weiterentwicklung des BOS-Digitalfunknetzes. Die ALDB betreibt an rund 60 Kernstandorten der Netzinfrastruktur des BOS-Digitalfunknetzes die Systeminfrastruktur. Darüber hinaus bietet die ALDB Schulungen für Behörden der Länder zum BOS-Digitalfunk an.
Im Jahr 2020 hat die ALDB GmbH im Auftrag der BDBOS die Netzüberwachung für die Netze des Bundes in Teilen übernommen. Im Februar 2021 folgte die Übernahme der Anwenderbetreuung. Hierzu betreibt die ALDB beispielsweise einen User Help Desk und stellt den Kundendienst auf der ersten Service-Ebene. Ebenfalls im Jahr 2021 erhielt die ALDB von der BDBOS den Auftrag zur Errichtung eines schichtfähigen Security Operations Centers für die Netze des Bundes und das BOS-Digitalfunknetz.